# 维耶亚猪笼草
维耶亚猪笼草（学名：Nepenthes vieillardii）是新喀里多尼亚特有的热带食虫植物。其得名于欧仁·维耶亚（Eugène Vieillard），他于1861年至1867年在新喀里多尼亚和塔希提采集植物标本。维耶亚猪笼草是最早描述的猪笼草属物种之一。其自然原生地为亚热带或热带干燥森林。
喀里多尼亚杵蚊（Tripteroides caledonicus）栖息于维耶亚猪笼草的捕虫笼中。

## 种下类群
- Nepenthes vieillardii var. deplanchei Dub. （1906）
- Nepenthes vieillardii var. humilis (Moore) Guilliaum. （1964）
- Nepenthes vieillardii var. minima Guillaum. （1953）
- Nepenthes vieillardii var. montrouzieri (Dub.) Macf. （1908）[7]

## 扩展阅读
- 食虫植物照片搜寻引擎中维耶亚猪笼草的照片 （页面存档备份，存于）

 维基共享资源上的相關多媒體資源：维耶亚猪笼草
 維基物種上的相關：维耶亚猪笼草